# Brousses et prairies xériques éthiopiennes
Localisation
La région des brousses et prairies xériques éthiopiennes est une écorégion terrestre définie par le WWF, appartenant au biome des déserts et terres arbustives xériques de l'écozone afrotropicale. Elle couvre une partie de l'Érythrée, de l'Éthiopie, de Djibouti et de la Somalie. 

## Répartition
Cette région de la Corne de l'Afrique forme une bande de 152 300 km², le long de la mer Rouge et du golfe d'Aden, bornée à l'ouest et au sud par les hauts plateaux abyssins et au sud-est par les forêts claires xériques d'altitude de Somalie et la brousse à Acacia et Commiphora de Somalie. Le désert côtier érythréen forme une lisière étroite qui la sépare du détroit de Bab el-Mandeb. Elle s'étage en altitude de 160 m sous le niveau de la mer dans la dépression de Danakil jusqu'à 1100 ou 1300 m sur les confins montagneux. Elle est très sismique avec plusieurs volcans actifs à cause de la tendance à l'élargissement du rift est-africain. Le régosol d'origine volcanique prédomine presque partout. Le seul cours d'eau à peu près permanent est l'Awash qui se termine par une série de lacs à la frontière entre Djibouti et l'Éthiopie. 

## Climat
Le climat est très chaud et sec. Les précipitations varient de moins de 100 mm/an sur la côte à 200 environ dans l'arrière-pays. Les températures moyennes minimales varient de 21 à 24°C et les maximales dépassent les 30°C. La plupart des maisons sont construites en pisé pour se protéger des hautes températures. Malgré la proximité de l'équateur, les vents de mousson, soufflant du sud-ouest de mars à septembre et du nord-est de septembre à mars, induisent des variations saisonnières notables. À Zeilah, la moyenne d'août est de 32°6. Dans le pays Afar, on compte habituellement deux saisons des pluies en avril et en août-septembre, avec de fortes variations d'une année à l'autre et parfois de longues sécheresses .

## Flore
Hormis quelques îlots de mangrove sur la côte et au débouché des oueds, la végétation se limite à une herbe sèche d'allure steppique et à quelques buissons. Acacia mellifera et Rhigozum somalense dominent dans les champs de lave basaltique, Acacia tortilis, A. nubica et Balanites aegyptiaca dans les plaines sableuses. Des fourrés de Hyphaene thebaica se rencontrent dans les dépressions et le lit des oueds. À Djibouti, seul pays pour lequel on dispose d'observations récentes, le nombre d'espèces végétales était estimé entre 825 et 950 en 1999, y compris les massifs des monts Mabla et de la forêt de Day qui sont des avant-postes des plateaux abyssins. 
Quelques espèces sont endémiques ou presque endémiques comme Dracaena ombet et Livistona carinensis.

## Faune
Plusieurs ongulés survivent à l'état sauvage dans cette région. La dernière population viable d'ânes sauvages d'Afrique vit dans la péninsule de Buri en Érythrée. La gazelle dorcas, la gazelle de Waller, la gazelle de Soemmering, le dik-dik de Salt, l'antilope beira et l'oryx beïsa sont tous vulnérables ou en danger. 
L'autruche d’Afrique (Struthio camelus) est répandue en Érythrée et Éthiopie à l'ouest de Djibouti et peut monter jusqu'à 2000 m d'altitude ; elle vit en groupe de 5 ou 6. Ses œufs attirent des prédateurs comme le vautour percnoptère, seul oiseau capable de casser leur coquille avec une pierre, et la hyène tachetée. L'autruche de Somalie (Struthio molybdophanes) vit plus à l'est, dans les étendues semi-arides et broussailleuses, généralement en couples isolés. Le blongios nain (Ixobrychus minutus) est un migrateur hivernal venu de la zone paléarctique, comme la cigogne blanche (Ciconia ciconia). Le héron garde-bœufs (Bubulcus ibis) séjourne toute l'année, de préférence dans les pâturages et les champs cultivés.
Quelques petites espèces sont endémiques : une gerbille (Gerbillus acticola), une alouette (Heteromirafra archeri) et deux geckos. Le francolin somali, qui forme deux petites populations dans la forêt de Day et les monts Mabla, est en danger critique d'extinction par la dégradation des forêts de genévriers où il vit.

Faune et paysages
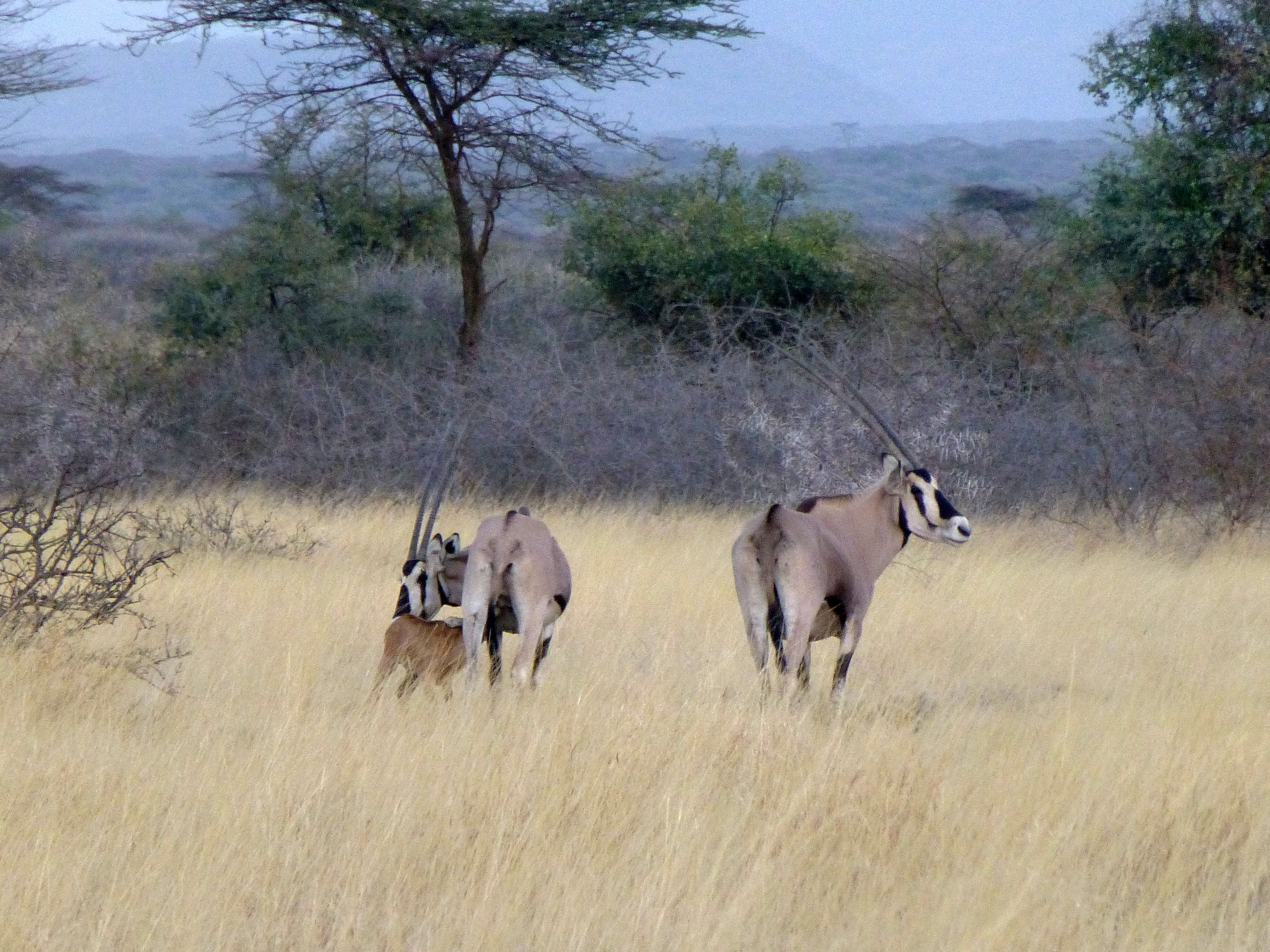
Famille d'oryx beïsa au parc national de l'Awash (Éthiopie) en janvier 2014.
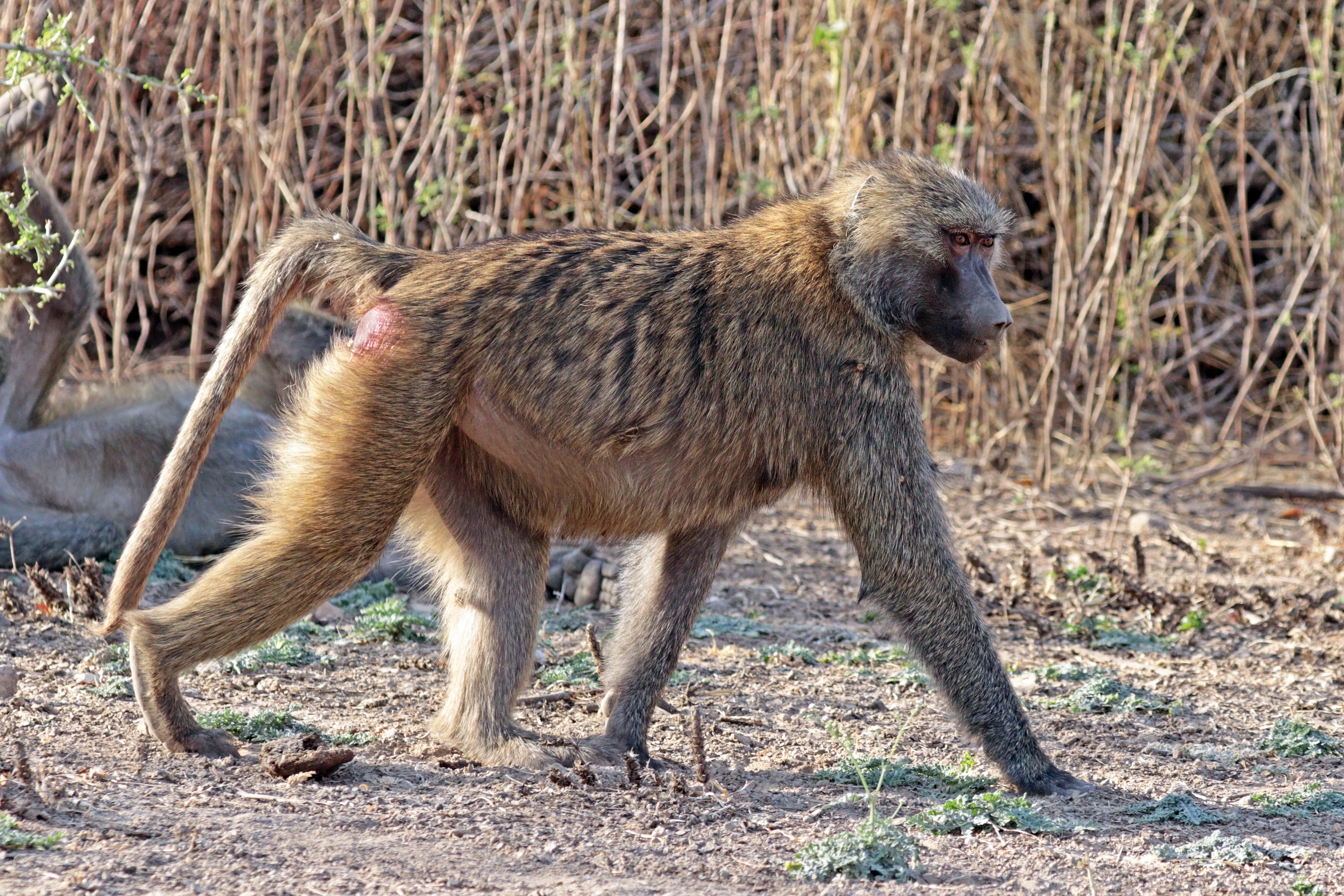
Babouin hamadryas femelle au parc national de l'Awash en décembre 2017.
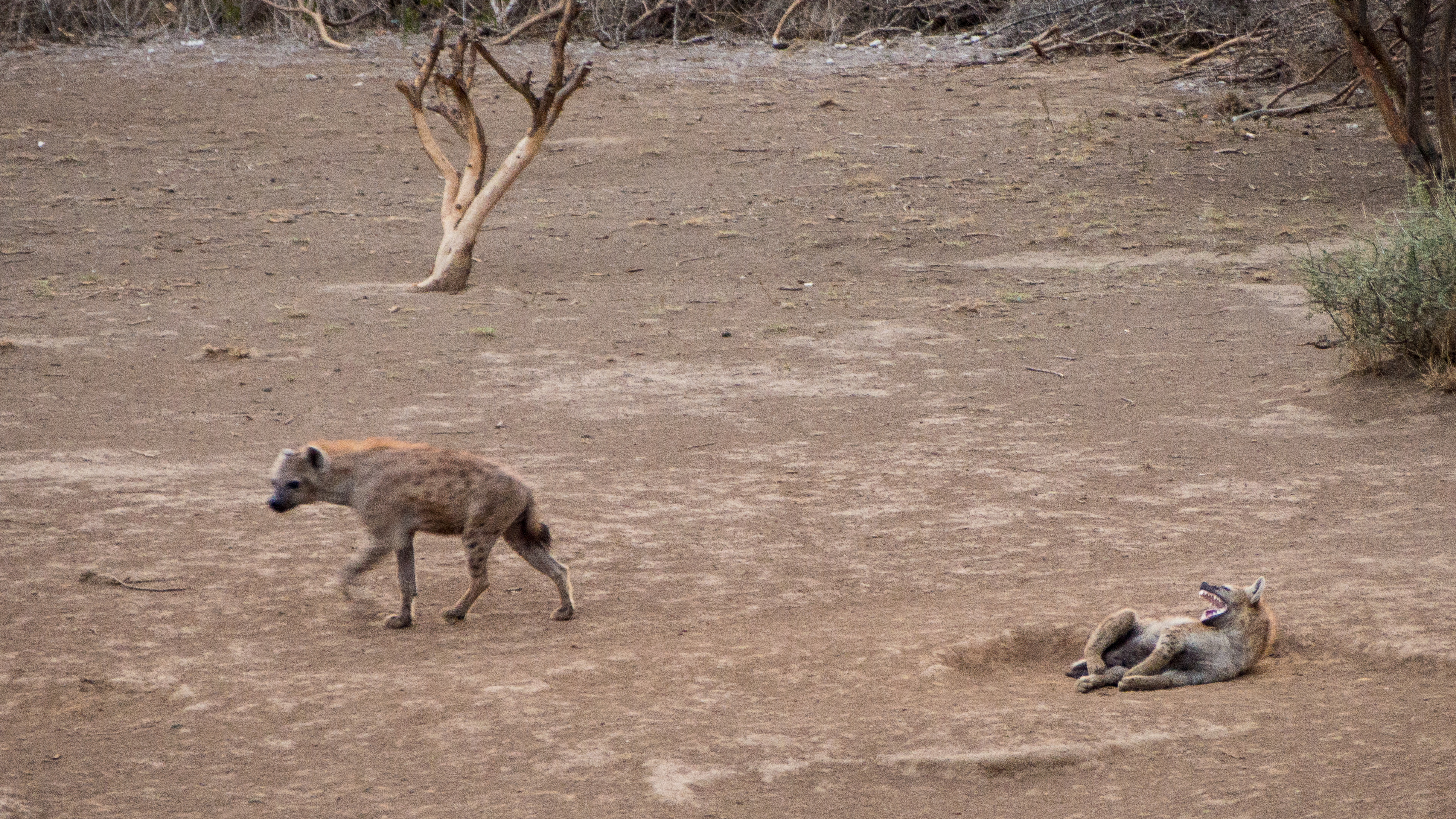
Hyène tachetée au parc national de l'Awash en mai 2014.
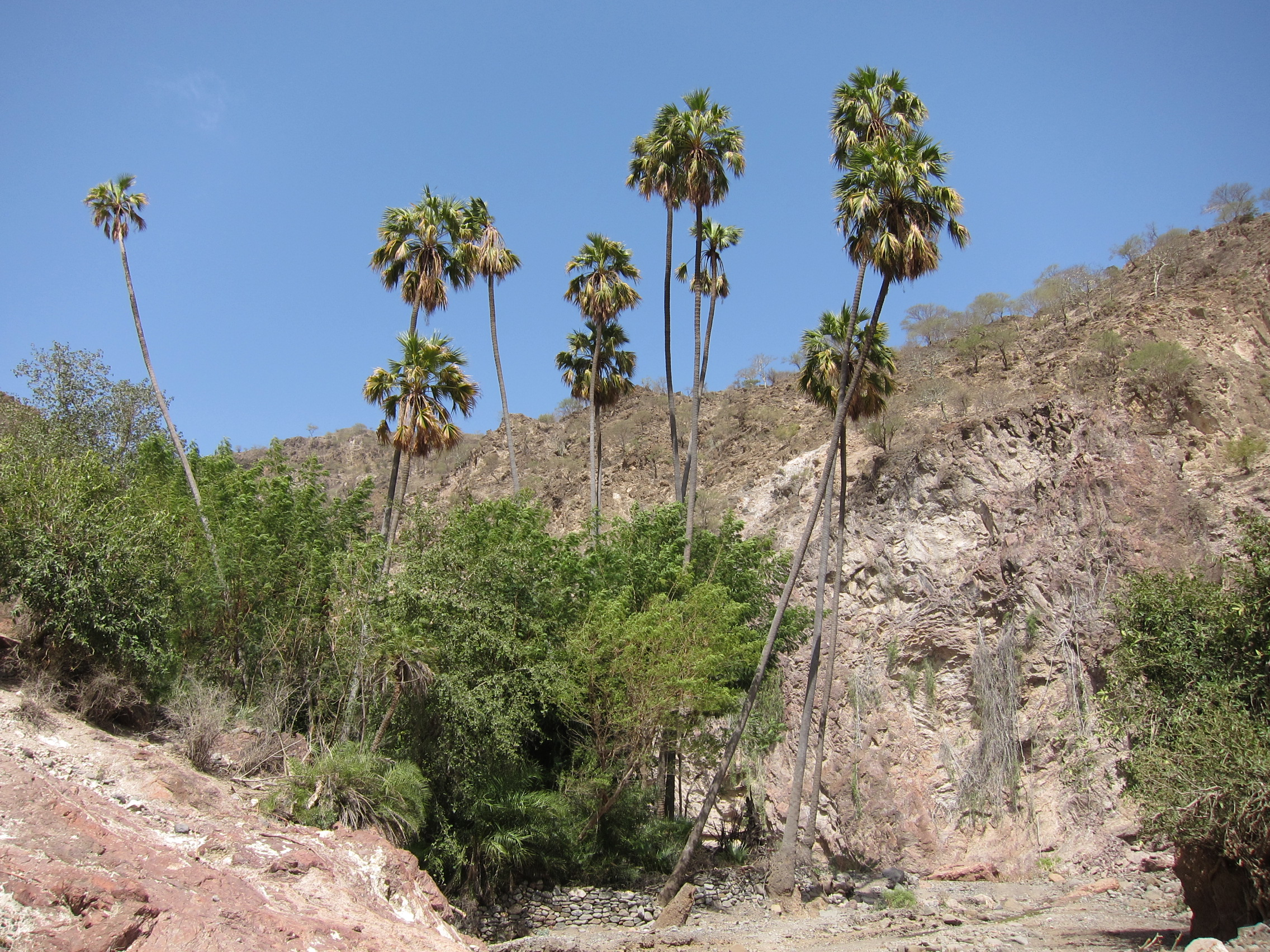
Livistona carinensis à Djibouti en décembre 2010.
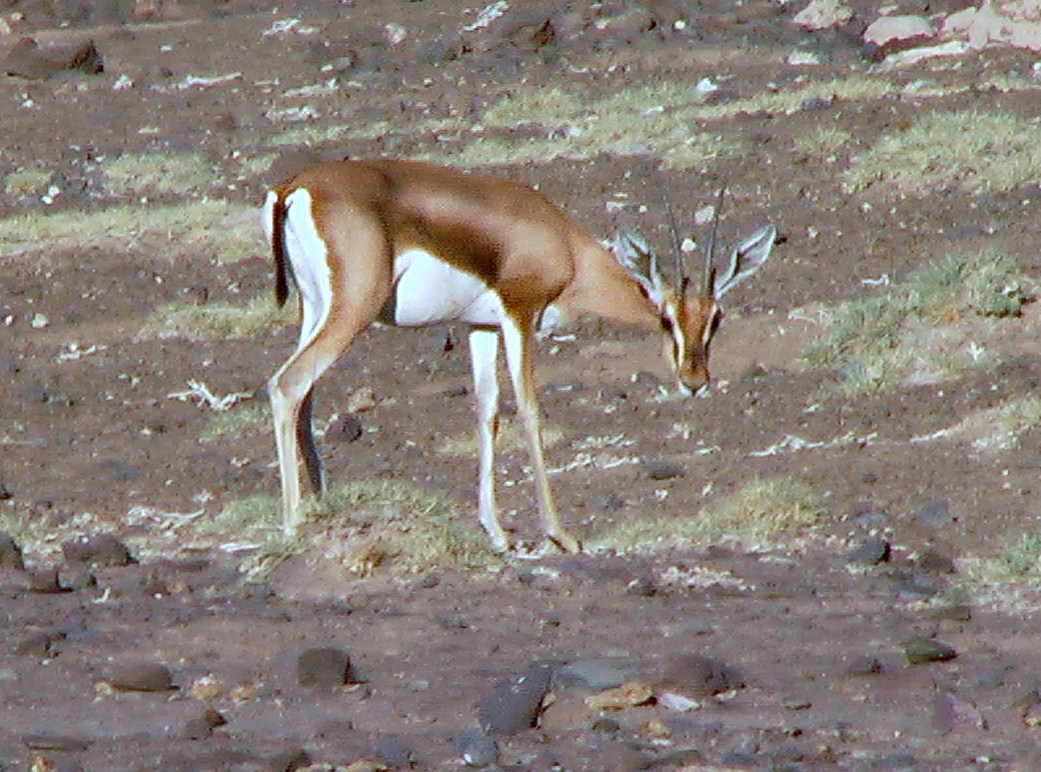
Gazelle dorcas au lac Abbe à Djibouti en février 2005.
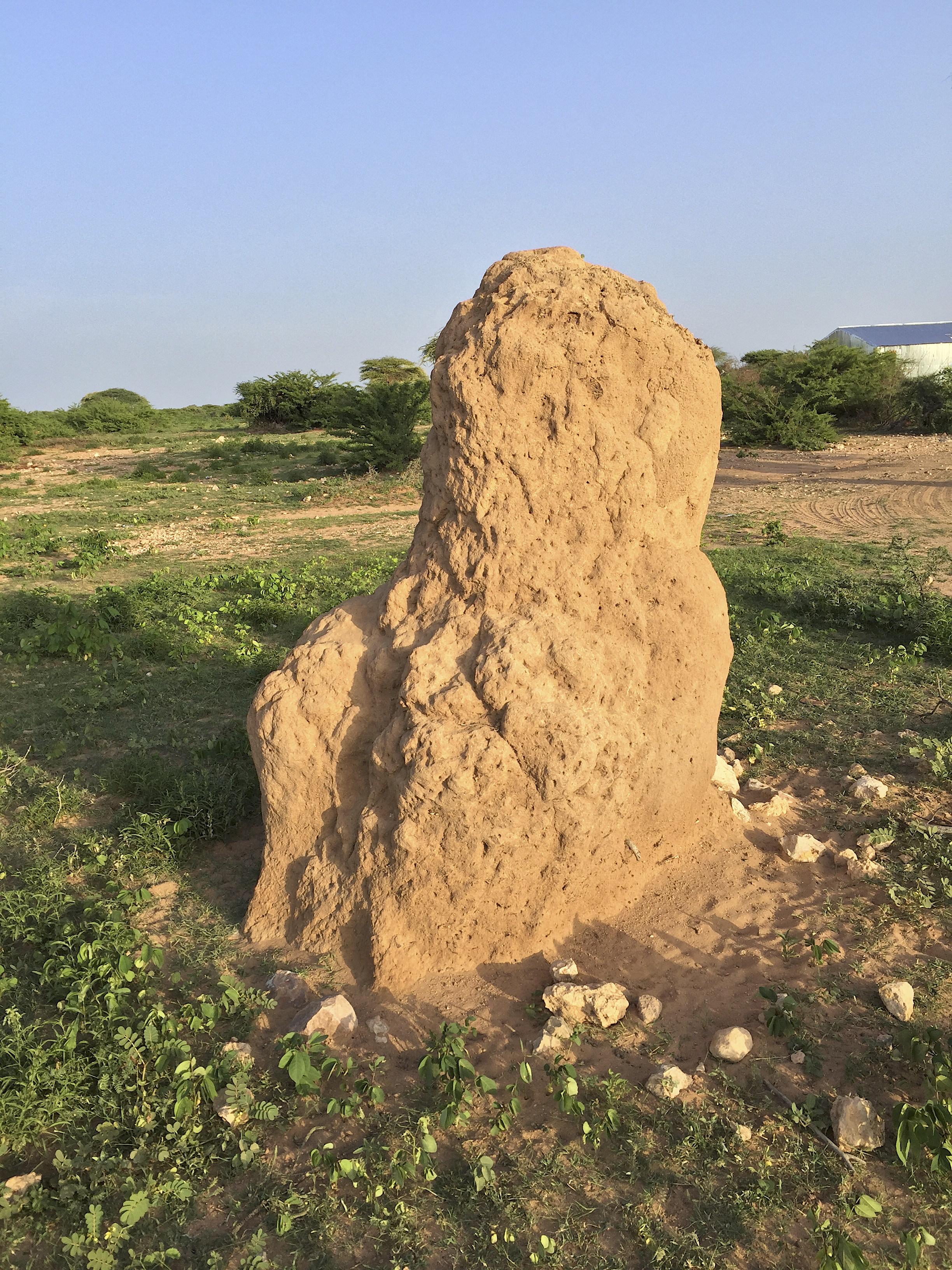
Termitière au Somaliland en mai 2016.
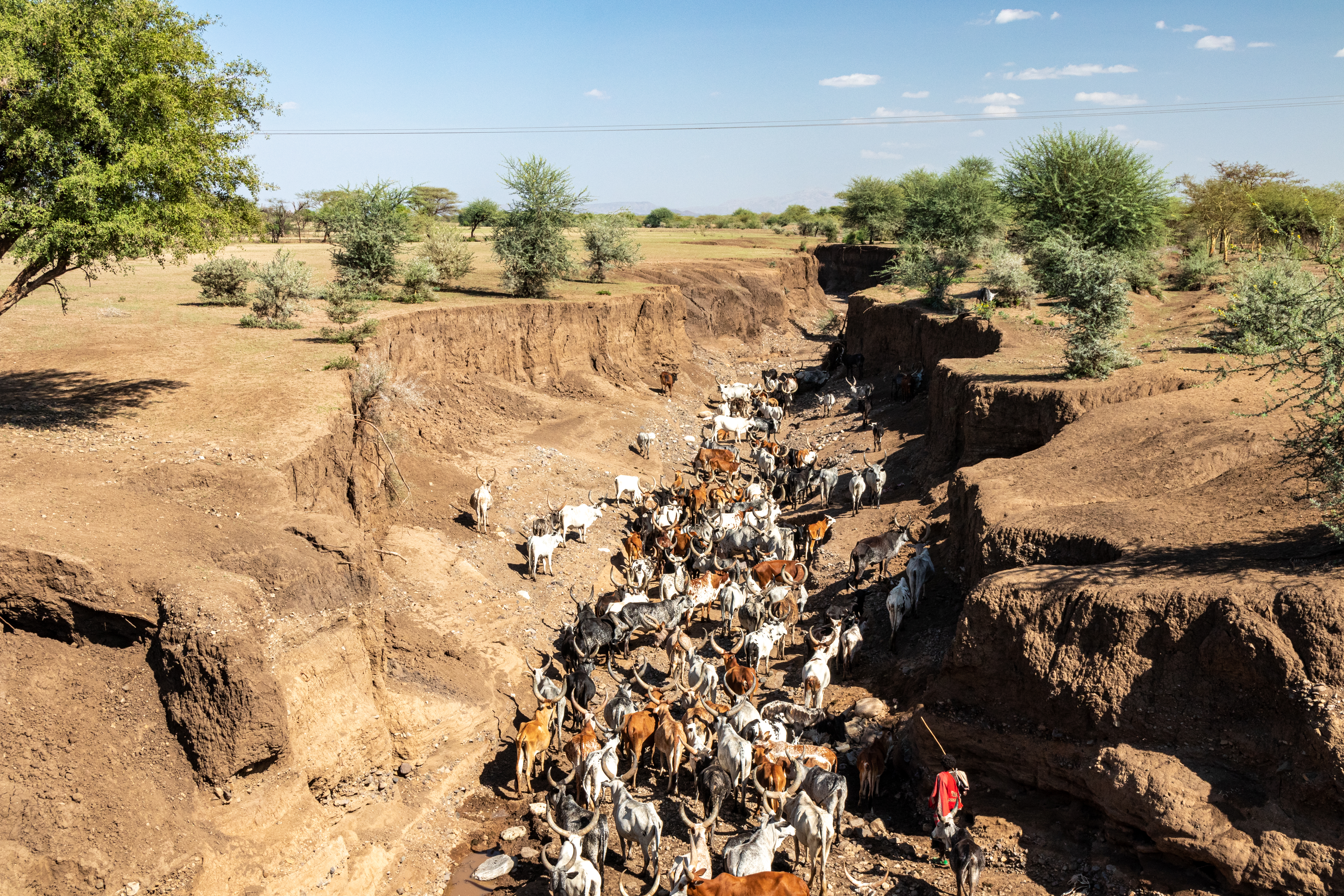
Bovins dans un lit de rivière en région Afar en décembre 2019.